# Ронні Джексон
Ронні Лінн Джексон (англ. Ronny Lynn Jackson; нар. 4 травня 1967) — американський військовий лікар і контрадмірал ВМС США. Уперше призначений на посаду особистого лікаря президента 25 липня 2013 року президентом Бараком Обамою та переобраний президентом Дональдом Трампом у 2017 році.
28 березня 2018 року президент Дональд Трамп висунув кандидатуру Джексона на посаду міністра в справах ветеранів США. Після заяв про порушення та зловживання під час служби 26 квітня 2018 року Джексон подав у відставку. Джексон — сертифікований дипломований спеціаліст Американської Ради з надзвичайної медицини, стипендіат Американської академії невідкладної медицини. Нині[коли?] проводить факультет клінічної зустрічі[що це?] з силовими структурами Університету медичних наук і Гарвардської школи медицини афілійованих Бет Ізраіл Диконесс Медицини катастроф стипендіальну програму [уточнити].

## Біографія

### Раннє життя
Народився Джейсон 4 травня 1967 року в Шенандоа (штат Техас, США). Закінчив Техаський університет A&M 1991 року, здобув ступінь бакалавра за спеціальністю «морська біологія». У 1995 році — закінчив медичне відділення Техаського університету, здобувши ступінь доктора медицини.

### Кар'єра
1995 року вступив у Військово-морський медичний центр у Портсмуті, де завершив інтернатуру 1996 року. Пройшов програму підготовки лікарів підводного флоту ВМС США в Гротоні, штат Коннектикут. Спеціалізувався на підводному та гіпербаричному лікуванні, згодом взяв на себе обов'язки інструктора Навчального центру морського дайвінгу та рятування у Панама-Сіті, штат Флорида; офіцера та співробітника медичного підводного плавання підрозділу "Мобільне вилучення вибухових пристроїв 8" у місті Сігонелла, Італія; співробітника служби безпеки для дайвінгу в Центрі морської безпеки в Норфолку.
2001 року Джексон повернувся в Портсмутський військово-морський медичний центр, щоб почати свою резиденцію в невідкладній медицині, зробивши це на досить високому рівні, отримав визнання. Після закінчення інтернатури 2004 року він був призначений на лікувальному факультеті в екстреній медицині стажування у військово-морському госпіталі в Портсмуті, штат Вірджинія. У 2005 році він приєднався до 2 групи МТЗ, тилового забезпечення полку 25, в Кемп-Лежен, Північна Кароліна. Звідти його вислали на підтримку операції «Іракська Свобода» як лікаря екстреної медицини терапевтом реанімаційного шоку для передового базування хірургічної травматології взводу в Taqaddum, Ірак.

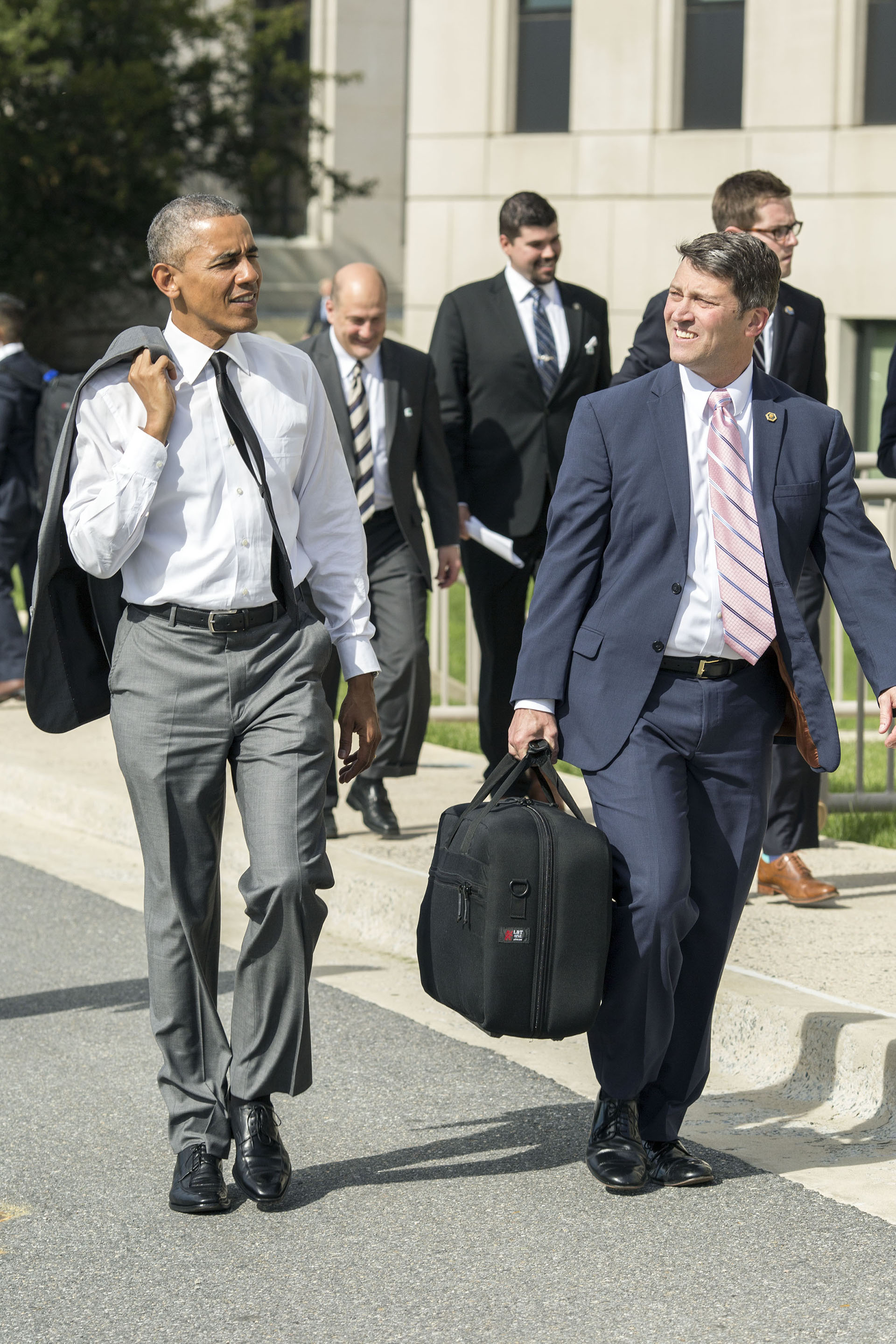
Джексон відправляється Волтер Рід Національний військовий медичний центр з президентом Бараком Обамою в 2015 році

 2006 року, бувши ще в Іраку, Джексон був обраний лікарем Білого дому. З моменту прибуття до Білого дому, він був призначений лікарем президента, Кабінету міністрів і працівників, служив керівним лікарем в Кемп-Девіді, ⁣ президентської резиденції, обіймав посаду лікаря в Білому домі й був директором медсанчастини Білого дому. Він служив як лікар Білого дому протягом останніх трьох адміністрацій і був призначений лікарем президента для президента Обами. У січні 2017 року Джексон з'явився на обкладинках після лікування дівчинки, укушеною одним із собак Обами. Служив лікарем президента в адміністрації Трампа.
Йому було надано звання контрадмірала (верхня половина) на 23 березня 2018 року.

### Секретар у справах ветеранів
28 березня 2018 року президент Дональд Трамп оголосив, що планує замінити Давида Шулькіна на Ронні Джексона як секретаря в справах ветеранів. Деякі сенатори висловили скептицизм щодо номінації Джексона через відсутність управлінського досвіду.
23 квітня 2018 році США Сенатський Комітет у справах ветеранів відклав слухання щодо нього після звинувачень нинішніх і колишніх співробітників Білого Дому Джексона у створенні ворожої робочої атмосфери, алкоголізмі на роботі й неправильному розподілі ліків. За словами Джона Тестера в інтерв'ю CNN 24 квітня, Джексон відомий як «цукерочка» серед працівників Білого дому. За його даними, близько 20 осіб повідомили про це Комітету в справах ветеранів. Він нібито роздавав снодійне, провигил та інші рецептурні ліки, «як цукерки». CNN також повідомив, що під час закордонної поїздки 2015 року в стані алкогольного сп'яніння Джексон гучно постукав у двері готельного номера співробітниці, яка закричала, тож Секретна служба США змушена була зупинити його, щоб не розбудити тодішнього президента США Барака Обами. Президент Трамп відповів у ході пресконференції наступного дня, захищаючи Джексона, що він «один з кращих людей, яких я зустрічав».
Джексон знявся сам з обліку Секретаря у Справах Ветеранів Номінації на 26 квітня 2018 року, після того, як Сенаторський Комітет у Справах Ветеранів почав офіційно розслідують ці звинувачення. Джексон наполягав на тому, що звинувачення були «повністю помилковими й сфабрикованими» і сказав, що він подає у відставку, тому що полеміка перетворилася на перешкоду роботі Трампа та його порядку денного

## Нагороди та відзнаки
Джексон має такі нагороди та відзнаки:
|                                         |                       |             |                           |  |  |  |  |
| Gold star · Gold star · Gold star       | Gold star · Gold star |             | Bronze star               |  |  |  |  |
| Bronze star · Bronze star               |                       | Bronze star | Bronze star               |  |  |  |  |
| Bronze eagle atop globe covering anchor |                       |             | Bronze star · Bronze star |  |  |  |  |
| Bronze star                             | Bronze star           |             |                           |  |  |  |  |
|                                         |                       |             |                           |  |  |  |  |
|                                         |                       |             |                           |  |  |  |  |

| 1st row | Медаль за відмінну службу в Збройних силах                                    | Медаль за відмінну службу в Збройних силах                                    | Медаль за відмінну службу в Збройних силах                                    | Медаль за відмінну службу в Збройних силах   | Медаль за відмінну службу в Збройних силах   | Медаль за відмінну службу в Збройних силах   | Легіон Заслуг                                                  | Легіон Заслуг                                                  | Легіон Заслуг                                                  | Легіон Заслуг                                                   | Легіон Заслуг                                                   | Легіон Заслуг                                                   |
| 2nd row | Похвальна медаль w/ three 5⁄16" Gold Stars                                    | Похвальна медаль w/ three 5⁄16" Gold Stars                                    | Похвальна медаль w/ three 5⁄16" Gold Stars                                    | Медаль за досягнення w/ two 5⁄16" Gold Stars | Медаль за досягнення w/ two 5⁄16" Gold Stars | Медаль за досягнення w/ two 5⁄16" Gold Stars | Нагорода за видатну єдність частини                            | Нагорода за видатну єдність частини                            | Нагорода за видатну єдність частини                            | Подяка за похвальну службу частині ВМС w/ one 3⁄16" bronze star | Подяка за похвальну службу частині ВМС w/ one 3⁄16" bronze star | Подяка за похвальну службу частині ВМС w/ one 3⁄16" bronze star |
| 3rd row | Відзнака за видатні заслуги w/ two 3⁄16" bronze stars                         | Відзнака за видатні заслуги w/ two 3⁄16" bronze stars                         | Відзнака за видатні заслуги w/ two 3⁄16" bronze stars                         | Експедиційна медаль ВМС                      | Експедиційна медаль ВМС                      | Експедиційна медаль ВМС                      | Медаль за службу національній обороні w/ one 3⁄16" bronze star | Медаль за службу національній обороні w/ one 3⁄16" bronze star | Медаль за службу національній обороні w/ one 3⁄16" bronze star | Медаль за кампанію в Косові w/ one 3⁄16" bronze star            | Медаль за кампанію в Косові w/ one 3⁄16" bronze star            | Медаль за кампанію в Косові w/ one 3⁄16" bronze star            |
| 4th row | Медаль за Іракську кампанію with Fleet Marine Force Combat Operation Insignia | Медаль за Іракську кампанію with Fleet Marine Force Combat Operation Insignia | Медаль за Іракську кампанію with Fleet Marine Force Combat Operation Insignia | Медаль за службу у війні з тероризмом        | Медаль за службу у війні з тероризмом        | Медаль за службу у війні з тероризмом        | Медаль за службу в Збройних силах                              | Медаль за службу в Збройних силах                              | Медаль за службу в Збройних силах                              | Відзнака за службу на морі w/ two 3⁄16" bronze stars            | Відзнака за службу на морі w/ two 3⁄16" bronze stars            | Відзнака за службу на морі w/ two 3⁄16" bronze stars            |
| 5th row | Відзнака за службу за кордоном w/ one 3⁄16" bronze star                       | Відзнака за службу за кордоном w/ one 3⁄16" bronze star                       | Відзнака за службу за кордоном w/ one 3⁄16" bronze star                       | Медаль НАТО w/ one 3⁄16" bronze star         | Медаль НАТО w/ one 3⁄16" bronze star         | Медаль НАТО w/ one 3⁄16" bronze star         | Медаль за влучну стрільбу                                      | Медаль за влучну стрільбу                                      | Медаль за влучну стрільбу                                      | Медаль за влучну стрільбу                                       | Медаль за влучну стрільбу                                       | Медаль за влучну стрільбу                                       |
| Badges  | Fleet Marine Force insignia                                                   | Fleet Marine Force insignia                                                   | Fleet Marine Force insignia                                                   | Fleet Marine Force insignia                  | Fleet Marine Force insignia                  | Fleet Marine Force insignia                  | Значок парашутиста                                             | Значок парашутиста                                             | Значок парашутиста                                             | Значок парашутиста                                              | Значок парашутиста                                              | Значок парашутиста                                              |
| Badge   | Navy Diving Medical Officer Badge                                             | Navy Diving Medical Officer Badge                                             | Navy Diving Medical Officer Badge                                             | Navy Diving Medical Officer Badge            | Navy Diving Medical Officer Badge            | Navy Diving Medical Officer Badge            | Presidential Service Badge                                     | Presidential Service Badge                                     | Presidential Service Badge                                     | Presidential Service Badge                                      | Presidential Service Badge                                      | Presidential Service Badge                                      |